# Cerkiew Opieki Bogurodzicy w Starych Oleszycach
Cerkiew Opieki Bogurodzicy w Starych Oleszycach – dawna parafialna cerkiew greckokatolicka, powstała w 1787 w Starych Oleszycach.
W latach 1947–1971 nieczynna kultowo. W 1971 przejęta i użytkowana jako rzymskokatolicki kościół parafialny Najświętszego Serca Pana Jezusa parafii w Starych Oleszycach.
Obiekt wpisany w 1994 do rejestru zabytków i włączony do podkarpackiego Szlaku Architektury Drewnianej.

## Galeria

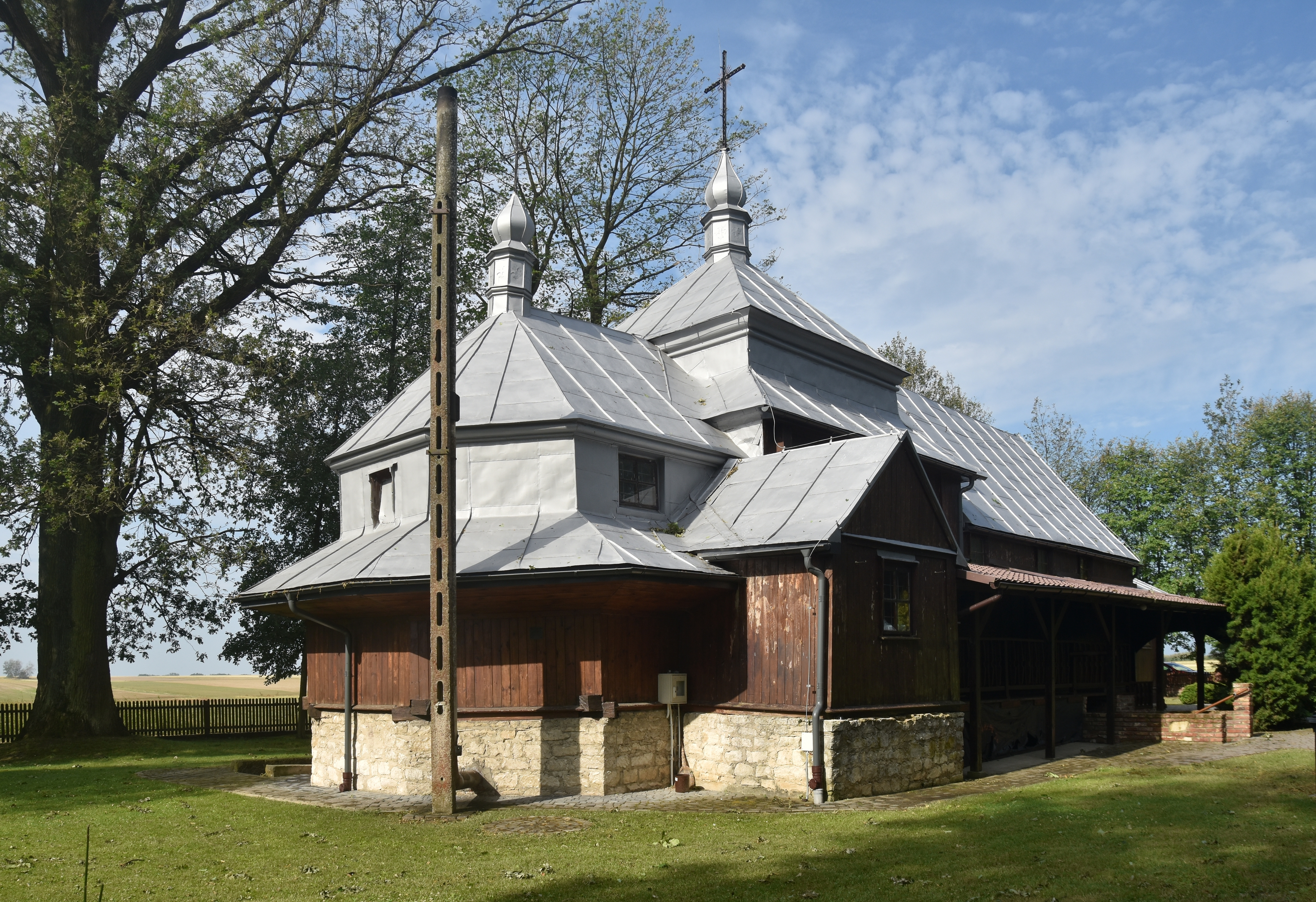
Elewacja poł.-zach.
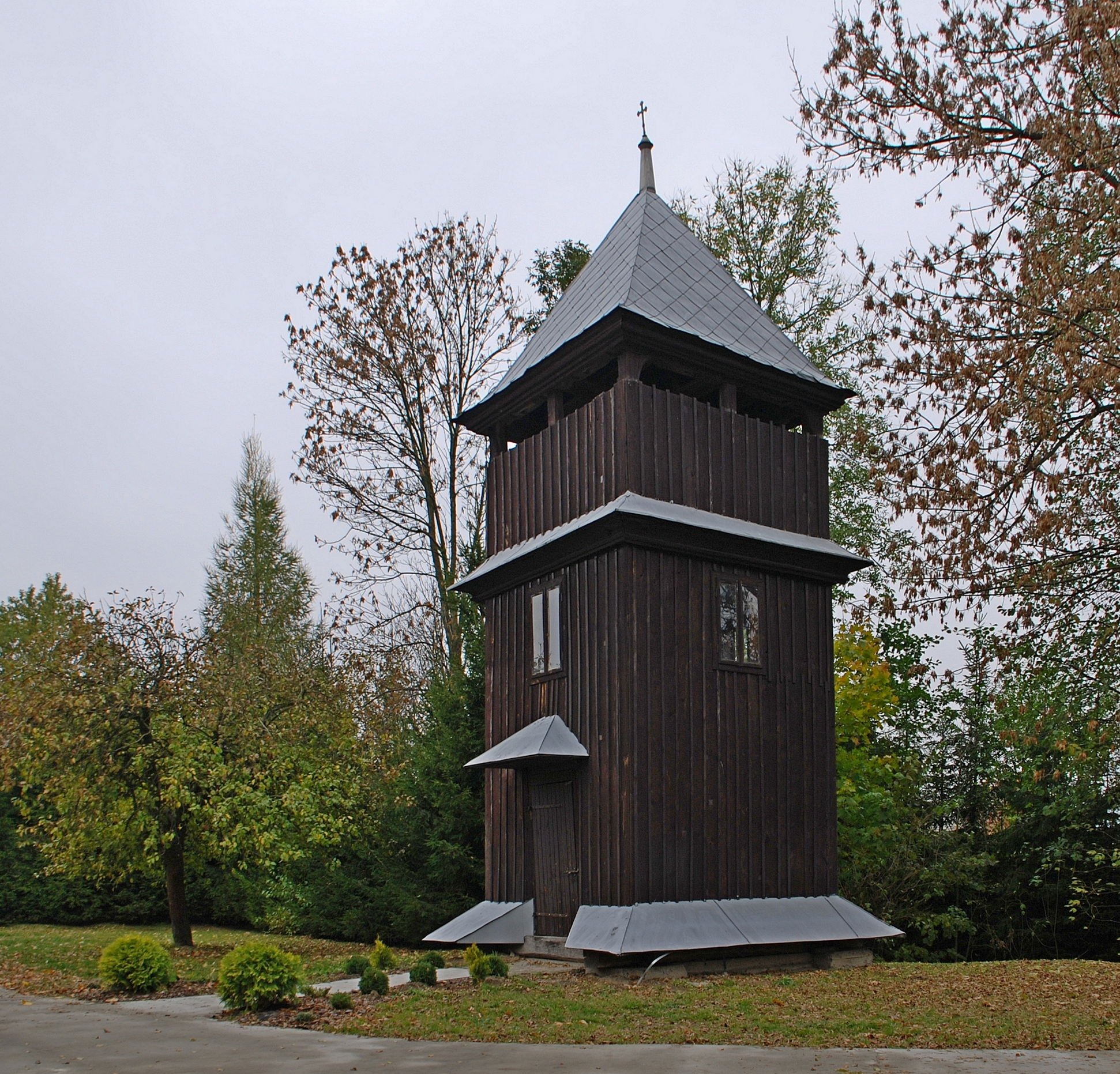
Dzwonnica
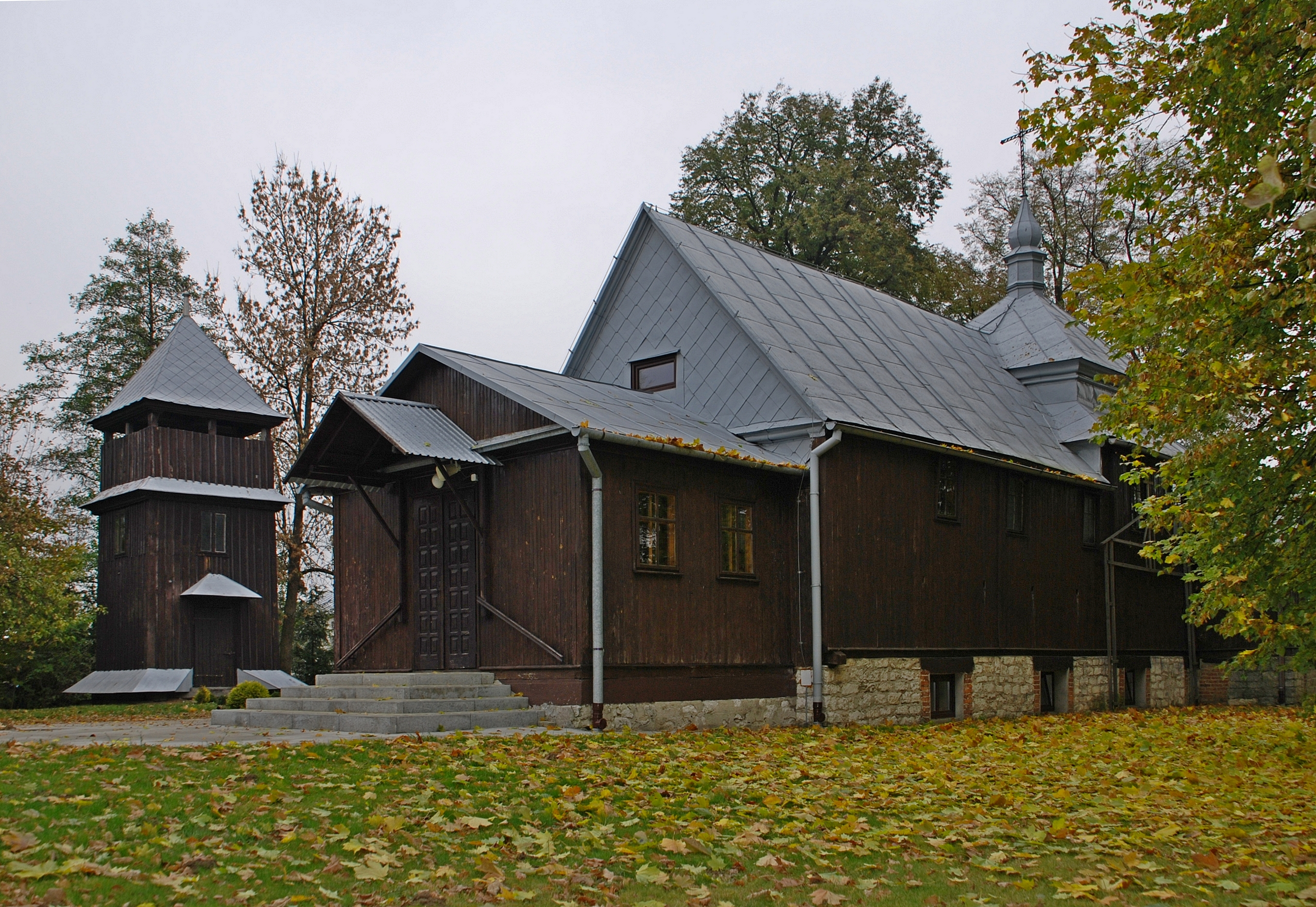
Elewacja frontowa